# Synthwave
Synthwave, som också kallas Outrun, är en musikstil influerad av 1980-talets soundtrackmusik. Musiken är inspirerad av filmmusik och TV-serier från 80-talet, TV- och videospel, och delvis också från popmusik från 80-talet, italo och new wave från 1980-talet.
Stilen är i första hand instrumental, och innehåller ofta klichéartade element från 80-talets musikproduktion, så som elektroniska trummor, gate:ade(en) reverb, samt basgångar och melodier spelade på analoga och digitala syntar. Moderna element som side chain-kompression används också flitigt. 
Musikgenren använder även flitigt andra sorters media lånad och inspirerad av 1980-talet. Albumomslag har oftast ett bildspråk, färgval och typsnitt från det typiska 80-talets populärkultur.

## Bakgrund
2005 började den franske producenten David Grellier göra musik under namnet College. Under 2008 släppte han EP:n "Teenage Color" som i sin struktur, ackordföljd och ljudbild är väldigt karaktäristisk för Synthwave som genre, och kan betraktas som en startpunkt av den stil vi känner till idag. I en intervju nämner Grellier att musiken är influerad av "80's soaps and an aesthetic which I particularly like: color, images, silvery films and the sun – images of Los Angeles, Chicago and all of the other cities that [...] continue to fascinate me". 2011 släppte han albumet "Northern Council" och samma år singeln "Real Hero" med bandet Electric Youth, som spelades i filmen Drive vilken drog mer uppmärksamhet till Synthwave som musikstil.
Under samma period släppte den franske artisten Kavinsky albumet Teddy Boy 2006, 1986 2007, och singeln Nightcall 2010, en singel som också spelas i soundtracket till filmen Drive. Kavinskys ljubild kan också betraktas som karaktäristiskt i genren,, och influerade ett flertal artister som följde i hans spår. Förutom College och Kavinsky, bidrog de Franska artisterna Lifelike och Anoraak till den ljudbild som idag kallas synthwave.

## Tillväxt
Efter filmen Drive uppkom allt fler artister influerade av musiken och bildspråket från filmen. Den svenske artisten Mitch Murder  var också bland de tidiga artisterna, började producera musik under 2009 och bidrog till att introducera TV- och videospelsmusiken som en komponent i synthwavesoundet. Under samma tidsperiod ökade antalet bloggar och sidor tillägnade genren, som synthetix.fm vilken publicerar nya spår ur synthwavescenen regelbundet.

Under samma tidsperiod uppkom flera oberoende skivbolag, vars fokus var att släppa 80-tals-retromusik som synthwave, däribland Telefuture Records, Rosso Corsa Records, Future City Records, och Future 80s Records.

## Idag[när?]
Idag är synthwave en livlig genre under snabb tillväxt. Som exempel kan nämnas antalet skivor taggade som synthwave på Bandcamp är över fyrahundra,, mer än 450 artister använder taggen på SoundCloud  och Facebookgruppen "Synthwave Producers" har nästan 3000 medlemmar.

Förutom tidiga artister som College och Kavinsky, har ett stort antal artister uppkommit. Det mörkare soundet från Kavinsky fortlever i artister som s Power Glove, Lazerhawk, Droid Bishop, Perturbator, Lost Years, Dynatron and Waveshaper, och arvet från College, Lifelike och Anoraak, vilket kan betraktas som ett mjukare sound, hör bland annat hos artister som Miami Nights 1984, Futurecop!, Timecop1983, Sunglasses Kid, Le Cassette, Betamaxx, Robert Parker, Highway Superstar och Phaserland.

Bildspråket som används i samband med musiken är också en viktig komponent i genren och tar också inspiration från klicéartade filmer, tv-serier, tv-spel och serietidningar.

Efter en mycket framgångsrik crowdfunding-kampanj 2014, bidrog filmen Kung Fury ytterligare till att få Synthwave introducerad till en större publik, där dess bildspråk hämtat från polis- och science fictionfilmer från 80-talet ackompanjerades till musik i ett soundtrack med flera av synthwavescenens artister, däribland svenska Mitch Murder och Lost Years.

## Svenska synthwaveartister
Den svenska synthwavescenen är ur ett internationellt perspektiv representerad som en relativt stor andel av antalet artister i stort, där man bland annat finner Mitch Murder, Lost Years, Waveshaper, Robert Parker, Irving Force, Don Dellpiero, Cybercorpse, Cobra Strike Force, Midnight Danger, Miami Beach Force, Dana's Vision, The Andrew Clark Project, Neon Talk, Riddlis, Shyguys, Oscillian, Amplitude Problem, Damokles, Tape Loader, Mosaik, Neon Nox och Pengus.